# Bernhard Klein (Architekt)

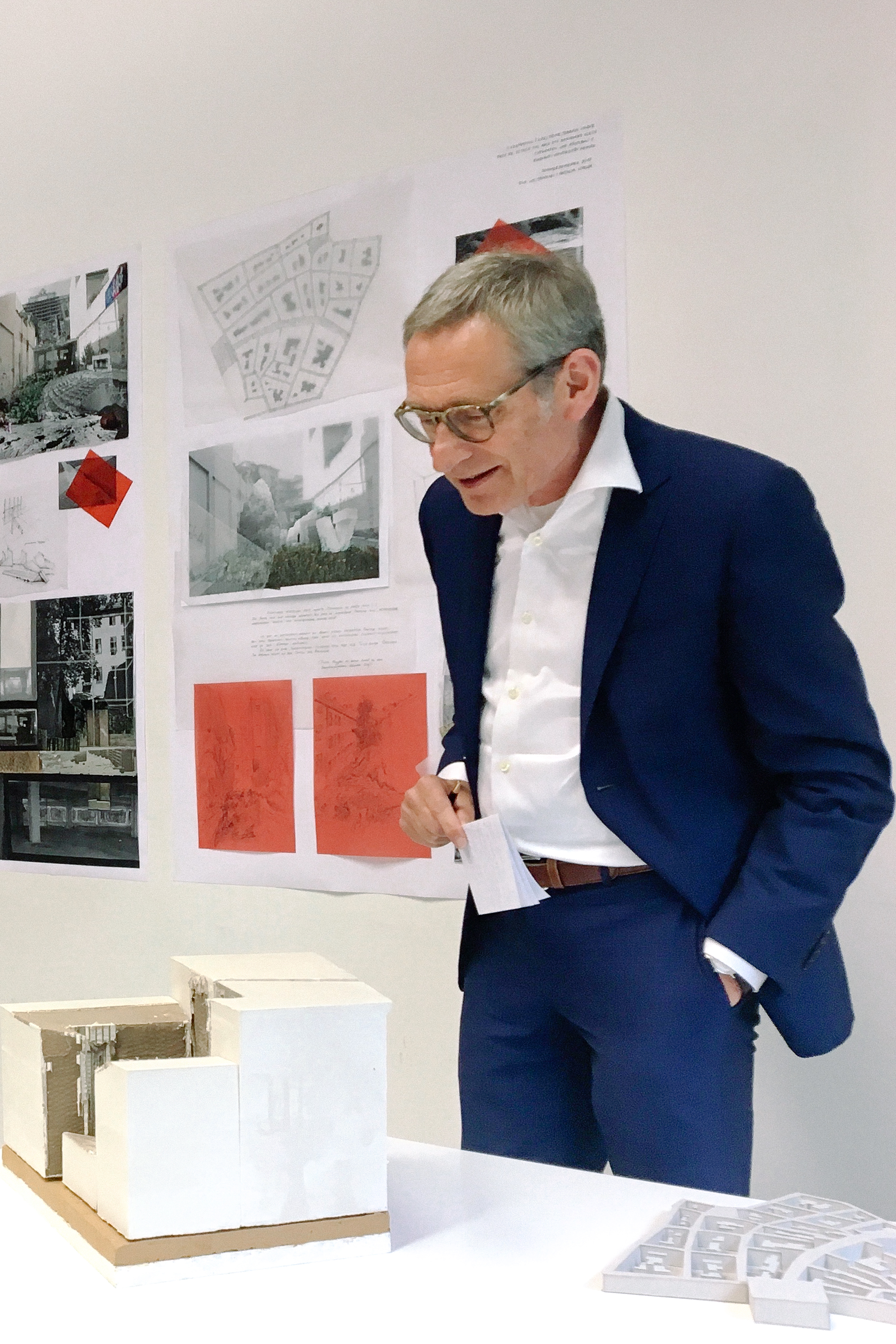
Bernhard Klein (2018)

Bernhard Klein (* 1953) ist ein deutscher Architekt, Städtebauhistoriker und Hochschullehrer. Von 1997 bis 2019 lehrte er als Professor für Entwerfen und Städtebau an der Bauhaus-Universität Weimar.

## Leben
Klein studierte Architektur an der ETH Zürich und diplomierte 1980 bei Dolf Schnebli in Architektur. Er arbeitete von 1980 bis 1981 als Assistent für architektonisches Entwerfen bei Gastdozent Theo Hotz, Architekt SIA/BSA, an der ETHZ, und bis 1995 in dessen Architekturbüro als freier Mitarbeiter. 1986 übernahm Klein an der ETHZ eine Assistenz und nach seiner Promotion zum Dr. sc. techn. 1991 erhielt er eine Dozentur für Städtebaugeschichte bei André Corboz. Von 1993 bis 1994 hatte er die Vertretungsprofessur für Städtebaugeschichte an der ETHZ inne, der sich 1994 bis 1995, ebenfalls an der ETHZ, eine Dozentur für Städtebaugeschichte bei Vittorio Magnago Lampugnani anschloss. Von 1995 bis 2000 unterrichtete er als Dozent für Architekturtheorie an der Abteilung Landschaftsarchitektur, Hochschule für Technik Rapperswil. 1995 nahm er den Ruf auf den Lehrstuhl für neuere Baugeschichte, Architekturtheorie und Städtebaugeschichte an der Hochschule für Technik Stuttgart an. 1997 folgte er dem Ruf auf die Professur für Entwerfen und Städtebau an der Bauhaus-Universität Weimar. Forschungsaufenthalte führten ihn u. a. an die University of Toronto, das Massachusetts Institute of Technology und die University of Miami.
Klein gilt als Kenner der Geschichte und Theorie des europäischen und US-amerikanischen Städtebaus, führte als Erster den heutigen Konflikt zwischen kompakter Stadtgestalt und diffusem Stadtnebel auf volkswirtschaftliche Ideen des 18. Jahrhunderts zurück und positionierte sich deutlich in der Ikonologie der Stadt als Analyseinstrument für das städtebauliche Entwerfen.
Klein zählte zur Zürcher Architektengruppe „Lynx“ und war von 1988 bis 1991 wissenschaftlicher Korrespondent der Schweizer Fachzeitschrift Archithese. Seit 1984 ist er Mitglied im Schweizerischen Ingenieur- und Architektenverein (SIA) und seit 2000 auch Mitglied der Architektenkammer Thüringen.
Klein lebt seit 2000 in Weimar, ist verheiratet und Vater einer Tochter.

## Auszeichnungen und Preise
- 1991: Preis und Silbermedaille der ETHZ für seine Dissertation Die physiokratische Verlandschaftung der Stadt um 1800. Städtebau und Stadtauflösung in der Realität von Freiburg im Breisgau sowie in der Utopie des französischen Revolutionsarchitekten Ledoux (Gutachter: Professoren André Corboz, Kurt W. Forster und Werner Oechslin)

## Werk

### Wettbewerbsentwürfe (Auswahl)
- 1983: Wahrzeichen beim Landtag in Hannover, Internationaler städtebaulicher Wettbewerb (1. Preisträger / 1. Stufe)
- 1999: Ideenwettbewerb Rebenareal / Altstadt Arbon, Kanton Thurgau, gemeinsam mit Alexander Galliker, Dieter Geissbühler und Partner, Luzern (2. Preis)
- 2012: Schloss Schwarzburg in Thüringen, Ideenwettbewerb im kooperativen Verfahren, gemeinsam mit Christiane Hille, Gerd Fleischmann und Ulrich von Kebelsberg (1. Preis)

## Schüler
- Maurus Schifferli

## Publikationen

### Schriften (Auswahl)
- Bernhard Klein, Die physiokratische Verlandschaftung der Stadt um 1800. Städtebau und Stadtauflösung in der Realität von Freiburg im Breisgau sowie in der Utopie des französischen Revolutionsarchitekten Ledoux[4] , München 1993, ISBN 3-89235-046-9
- Bernhard Klein (Text) und Paolo Roselli (Photographien), Santiago Calatrava. Bahnhof Stadelhofen, Zürich[5], Tübingen 1993, ISBN 3-8030-2710-1
- Bernhard Klein (Text), Theo Hotz (= Katalog anlässlich der Ausstellung im Architekturmuseum Basel vom 3. Juni bis 7. August 1994, hrsg.v.Architekturmuseum Basel)[6] , Basel 1994, ISBN 3-905065-23-1
- Bernhard Klein, Aarau Bahnhofplatz. Ein Platz für die Schweiz[7] (= Katalogbuch anlässlich der im Forum Schlossplatz Aarau vom 7. März bis 27. April 1997 stattfindenden Ausstellung "Aarau, Bahnhofplatz. Ein Platz für die Schweiz"), Aarau und Stuttgart 1997, ISBN 3-9520941-1-0

### Aufsätze (Auswahl)
- The Archework Papers. Edited by Stanley Tigerman. Review by Bernhard Klein. In: The Structurist, No. 49/50, 2009–2010, Seiten 116–119.
- Paradis fantastique: Zentren, Peripherien und der Rest der Schweiz in der Konzeption des offenen Bildes. In: archithese (Stadt-Landschaft oder Landschafts-Stadt Schweiz: Lorzenstadt Zug im Kontext), Sonderheft 2000, Seiten 18 ff.
- Jakob Zweifel Architekt. Schweizer Moderne der zweiten Generation Ausgewähltes Werkverzeichnis. In: Jakob Zweifel Architekt. Schweizer Moderne der zweiten Generation, Baden (Schweiz) 1996, Seiten 151 ff.
- Ledoux et les physiocrates In: le visiteur - ville, territoire, paysage, architecture Revue de critique des situations construiteséditée par la Société française des architectes, Heft 1/1995, Seiten 34 ff.
- Politische Architektur als humane Disziplin: Expo 64, Sektor "Feld und Wald" - Jakob Zweifels strukturalistische Antwort auf die erstarrte Moderne. In: Kunst und Architektur in der Schweiz Hrsg. von der Gesellschaft für Schweizerische Kunstgeschichte 45. Jahrgang, Heft 1/1994, Seiten 37 ff.
- Santiago Calatrava and the Nebulous City. In: Dennis Sharp (Ed.), Santiago Calatrava, London 1992, Seiten 12 ff.
- Theo Hotz: Neuere Bauten, ausgewähltes Werkverzeichnis, jüngste Projekte. In: Werk, Bauen und Wohnen, Heft 11/1987, Seiten 20 ff.(vgl. Hubertus Adam, Ulrike Jehle-Schulte Strathaus, Philip Ursprung, Theo Hotz Architecture 1949–2002. Selected Buildings and Projects/Ausgewählte Bauten und Projekte, Baden 2003, Seiten 230 ff.)